# دستگاه ایمنی ذاتی

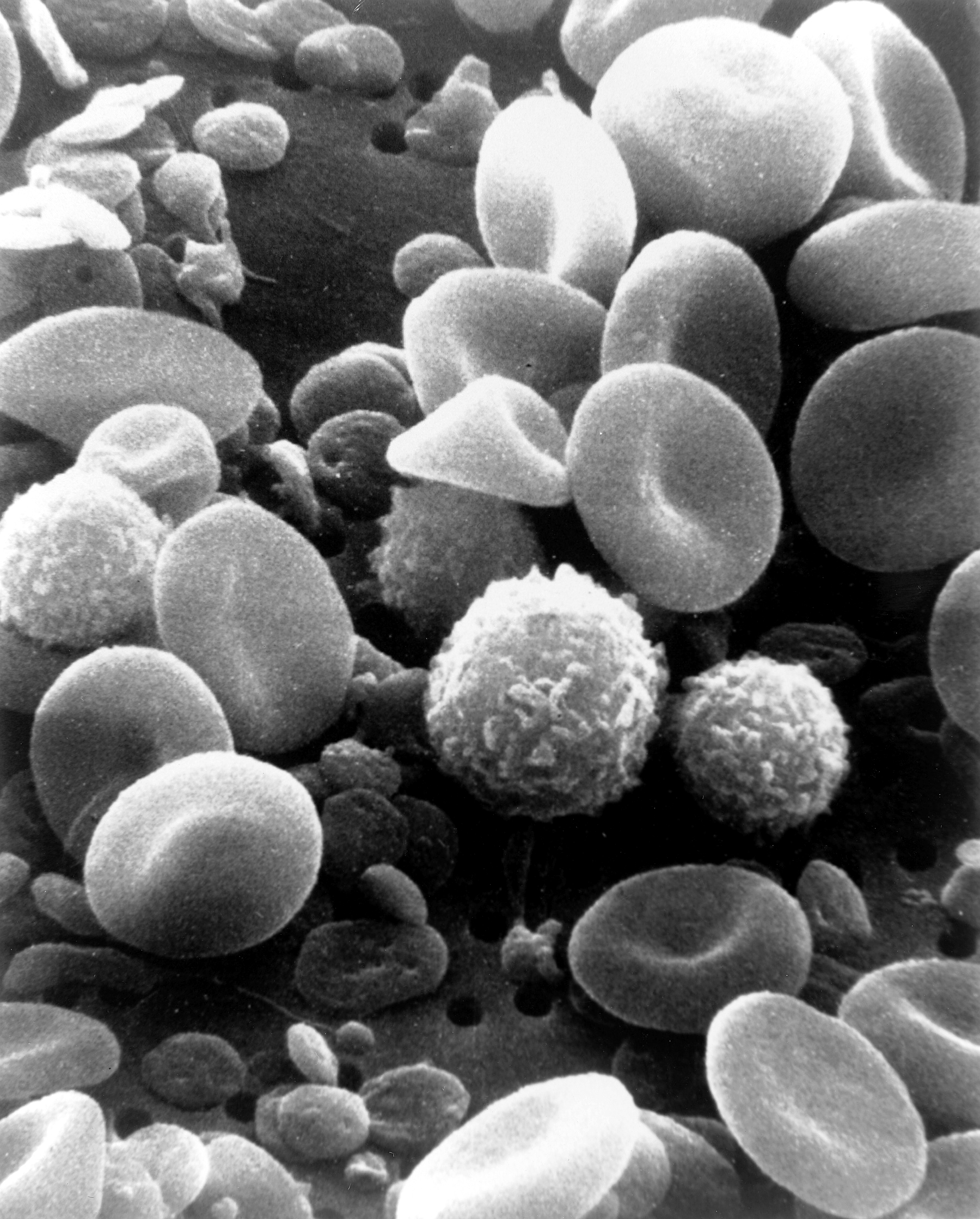
نگارهٔ میکروسکوپ الکترونی روبشی از محتویات خون شامل سلول‌های سفید خون از جمله لنفوسیت‌ها، مونوسیت، نوتروفیل‌ها و بسیاری از پلاکت‌های دیسک شکل کوچک.

دستگاه ایمنی ذاتی یا غیر اختصاصی (به انگلیسی: Innate immune system) یا ایمنی طبیعی نخستین سطح محافظتی بدن است و شامل یاخته‌هایی است که به شکل عمومی بیمارگرها را در بدن یافته و نابود می‌کنند، اما بر خلاف دستگاه ایمنی تطبیقی (adaptive immune system) (که تنها در مهره‌داران یافت می‌شود)، پاسخی که توسط دستگاه ایمنی ذاتی تولید می‌شود اختصاصی و پایدار نیست و بر طیف وسیعی از میکروب‌ها مؤثر است و سبب مصونیت (immunity) نمی‌شود. دستگاه ایمنی اختصاصی شامل ایمنی سلولی و ایمنی هومورال می‌باشد و تنها در مهره‌داران دیده می‌شود.
| دستگاه ایمنی ذاتی                       | دستگاه ایمنی تطبیقی                     |
| --------------------------------------- | --------------------------------------- |
| پاسخ غیراختصاصی                         | پاسخ اختصاصی به عامل بیماریزا و آنتی‌ژن  |
| فوراً تماس به حداکثر پاسخ منجر می‌شود     | وجود تأخیر بین تماس و حداکثر پاسخ       |
| دارای اجزای ایمنی سلولی و ایمنی هومورال | دارای اجزای ایمنی سلولی و ایمنی هومورال |
| بدون حافظه ایمونولوژیک                  | ایجاد حافظه ایمنولوژیک پس از مواجهه     |
| در تمام جانداران                        | فقط در مهره‌داران                        |

## وظایف دستگاه ایمنی ذاتی
برخی از وظایف اصلی دستگاه ایمنی ذاتی در مهره‌داران شامل موارد زیر می‌باشد:
- جذب سلول‌های ایمنی به محل عفونت، از طریق تولید عوامل شیمیایی، از جمله واسطه‌های شیمیایی تخصصی، به نام سیتوکین
- فعال‌سازی دستگاه کمپلمان برای یافتن باکتری‌ها، فعال‌سازی یاخته‌ها به منظور پاک‌سازی باقی ماندهٔ پادتنهای مصرف شده و یاخته‌های مرده
- فعال‌سازی برخی گلبول‌های سفید بدن برای یافتن و شناخت مواد بیگانه‌ای که در اندام، بافت‌ها، خون و لنف حضور دارند
- فعال‌سازی مقاومت اکتسابی عمومی از راه روند نمایش پادگن (به انگلیسی: Antigen presentation)
- ایفای نقش به عنوان سدی فیزیکی و شیمیایی در برابر عوامل عفونت‌زا

## دستگاه ایمنی ذاتی به عنوان سد فیزیکی
بافت پوششی بدن به عنوان نخستین سطح محافظتی بدن از ورود بسیاری از عوامل بیماری‌زا به بدن پیشگیری می‌کند. از دیگر روش‌های فیزیکی دفاعی بدن در مقابل عوامل بیماری‌زا می‌توان به موارد زیر اشاره نمود:
- پوسته ریزی بافت پوششی بدن که سبب جدا شدن عوامل بیماری‌زایی که به پوست چسبیده‌اند می‌شود.
- حرکات حلقوی مژه‌ها در دستگاه تنفسی به دفع عوامل بیماری‌زا موجود بر سطح درونی این دستگاه کمک می‌کند.
- مخاط عوامل بیماری‌زا را درون خود به دام می‌اندازد و دفع می‌کند.
- میکروبیوم انسانی روده (به انگلیسی: Gut flora) از استعمار دیوارهٔ روده به وسیلهٔ باکتری‌ها از چند روش جلوگیری می‌کند منجمله ترشح مواد سمی و رقابت با باکتری‌ها بر سر خوراک و محلی برای اتصال.
- شستشوی مدام چشم توسط اشک و دهان و حلق توسط بزاق از بروز عفونت در این مناطق پیشگیری می‌نماید.
- فعال‌سازی برخی عوامل منعقدکنندهٔ خون که ویژگی‌های ضد میکروبی دارند یا در ایجاد تورم نقش به‌سزایی دارند.

گرچه دستگاه ایمنی ذاتی به عنوان سدی فیزیکی بسیار مؤثر می‌باشد اما با این وجود هنوز تعداد قابل توجهی از عوامل بیماری‌زا به ویژه ویروس‌ها (مانند ویروس نقص ایمنی انسانی یا اچ‌آی‌وی) به گونه‌ای تکامل یافته‌اند که می‌توانند از این دستگاه ایمنی بگریزند و اثراتی مخرب و مرگباری در بدن داشته باشند.

## دستگاه ایمنی ذاتی در گیاهان
گیاهان در هنگام مواجهه با عوامل بیماری‌زا و بیمارگرها نمی‌توانند، مانند مهره‌داران پادتن تولید کنند و دارای هیچگونه گلبول سپید یا یاخته‌های شناساگر عوامل بیماری‌زا نمی‌باشند. به همین دلیل در برخی از گیاهان قسمت‌های مبتلا شده به بیماری که قابلیت رشد مجدد دارند توسط گیاه از آن جدا می‌شوند.
بیشتر پاسخ‌های ایمنی گیاهان شامل علایم شیمیایی منظمی از جنس پروتئین هستند که در طول گیاه جابه‌جا می‌شوند، که این پاسخ‌ها توسط گیرنده شناسایی الگو در طول گیاه دریافت می‌شوند. نخستین گیرنده شناسایی الگو در گیاه برنج و در سال ۱۹۹۵ کشف گردیدند که با نام XA21 نامگذاری شدند.
پس از دریافت علایم شیمیایی مبنی بر ابتلا قسمتی از گیاه به بیماری توسط گیرنده‌های شناسایی الگو، گیاه طی فرآیندی پاسخ فوق‌حساس تولید می‌نماید که شامل مرگ یاخته‌ای برنامه‌ریزی شده یاخته‌های مبتلا گشته به بیماری می‌شود.
همچنین گیاهان شامل تعداد بسیاری از پروتئین‌های مقاومگر یا آر هستند که توسط ژن‌های آر کدگذاری شده‌اند و وظیفهٔ اصلی این پروتئین‌ها شناسایی عوامل بیماری‌زا در گیاه می‌باشد. همچنین یکی دیگر از فرایندهایی که در مقابله با عوامل باکتری زا در گیاهان نقش به سزایی دارد فرایند مقاومت اکتسابی عمومی است.